# Buschkuhnsdorf
Buschkuhnsdorf ist ein Ortsteil der Stadt Jessen (Elster) im Landkreis Wittenberg des Landes Sachsen-Anhalt.

## Lage und Erreichbarkeit
Buschkuhnsdorf liegt ca. 6 km östlich der Stadt Jessen und ist über die B187 und die K2216 mit ihr verbunden.

## Geschichte
1431 erstmals in Urkunden als Cunrstorff erwähnt, war Buschkuhnsdorf ab 1861 dem Landkreis Schweinitz zugehörig. Durch einen Stadtbrand Anfang April des Jahres 1884 wurde die Hälfte der Gemeinde zerstört.